# Sport-Toto-Gesellschaft
Die Sport-Toto-Gesellschaft (STG) ist ein 1938 gegründeter Verein mit Sitz in Basel. Der im Handelsregister eingetragene Verein bezweckt die Beschaffung von Geldern zur Unterstützung und Mitfinanzierung des Sportes. Die Sport-Toto-Gesellschaft führt keine Sportwetten (mehr) durch. Ihr Daseinszweck beschränkt sich heute auf die Weiterleitung der ihm seitens der beiden Lotteriegesellschaften Swisslos und der Loterie Romande zufliessenden Gelder (Art. 2 Abs. 2 der Vereinsstatuten). Zusätzlich betreibt er Lobbying für die vorgenannten beiden Lotteriegesellschaften (Art. 2 Abs. 3 der Vereinsstatuten).
Der Verein beschloss am 1. September 2023 seine Auflösung und Liquidation. 

## Zusammensetzung
Der Verein besteht aus 30 ordentlichen Mitgliedern und (Stand 3. März 2018) 5 zusätzlichen Ehrenmitgliedern. Die ordentlichen Mitglieder setzen sich gestützt auf die Statuten wie folgt zusammen: 
- 15 Regierungsräte der Swisslos-Kantone
- 5 Regierungsräte der Loterie-Romande
- 10 Vertreter der Sportorganisationen 
Weil an den jährlich durchgeführten Generalversammlungen jeweils nur wenige Regierungsräte teilnehmen, während die Vertreter der Sportorganisationen und die Ehrenmitglieder, welche meist ebenfalls Sportorganisationen angehören oder angehörten, in der Regel vollzählig anwesend sind, sind die Sportorganisationen bei der Beschlussfassung regelmässig deutlich in der Mehrheit. Dies ist insofern problematisch, als das (in den Statuten vorgesehene) Primat der Politik auf diese Weise nicht gewährleistet ist und vielmehr die Destinatäre/Benefiziare der durch die Sport-Toto-Gesellschaft zu verteilenden Mittel – die Sportorganisationen – mehrheitlich eigenständig über die ihnen selbst zufliessenden Gelder entscheiden. Die Sportorganisationen werden durch die 10 durch die Swiss Olympic zu ernennenden Mitglieder in der STG vertreten (und zusätzlich auch durch die Ehrenmitglieder).

## Mittelherkunft
2016 verteilte die STG 33,4 Millionen Schweizer Franken. 26,8 Millionen Franken davon stammten aus dem im Jahr 2015 erzielten Jahresgewinn von Swisslos, 6,6 Millionen Franken aus dem im Jahr 2015 erzielten Jahresgewinn der Loterie Romande. 

## Mittelverwendung
Die STG verteilte die 33,4 Millionen Franken im Jahr 2016 an nachstehende Destinatäre/Benefiziare:
25.6 Mio. an Swiss Olympic
4.5 Mio. an den Schweizerischen Fussballverband bzw. die Swiss Football League
2.3 Mio. an die Swiss Hockey Federation
1.0 Mio. an die Sporthilfe

## Transparenz
Die STG publiziert weder ihre Jahresrechnungen noch die Protokolle ihrer Generalversammlungen oder die Berichte der Revisionsstelle.
Umstritten ist die Rechtmässigkeit der Erhöhung der Direktausschüttungen von Swisslos an die Sport-Toto-Gesellschaft (ab 2017 neu jährlich rund 44 Millionen Franken statt wie bisher jährlich rund 28 Millionen Franken).